# 上海广播器材厂
上海广播器材厂（英語：Shanghai Broadcast Equipment Factory），原名华东人民广播器材厂，创建于1952年7月21日。厂址位于上海市长宁区延安西路1319号。主要产品有军用雷达、收音机、电视机。使用“上海牌”商标。
上海广播器材厂是上海市第一家中华人民共和国国营无线电骨干企业，也是无线电相关的著名军工企业，技术和质量都在国内占领先地位，曾生产了全国第一批彩色电视机和电视转播设备。1953年到1957年间，上海广播器材厂收音机的产量占同期全国收音机总产量的25.6%。

## 沿革
- 1952年7月21日，以上海人民广播电台广播材料科为基础，成立华东人民广播器材厂。
- 1953年4月，更名为上海人民广播器材厂。
- 1955年1月，更名为国营上海广播器材厂。
- 1958年7月24日，研制出上海第一台黑白电视机：上海牌101型17英寸电子管黑白电视机。